# Winters (Texas)
Pour les articles homonymes, voir Winters.
La ville américaine de Winters est située dans le comté de Runnels, dans l’État du Texas. Sa population s’élevait à 2 562 habitants lors du recensement de 2010.

## Histoire
Winters a été incorporée en 1909.

## Source
- (en) Cet article est partiellement ou en totalité issu de l’article de Wikipédia en anglais intitulé « Winters, Texas » (voir la liste des auteurs).